# Sint-Jozefkerk (Münster)
De Sint-Jozefkerk (Duits: St. Josephkirche) is een rooms-katholiek kerkgebouw in het zuidelijke deel van het centrum van de Duitse stad Münster.

## Geschiedenis

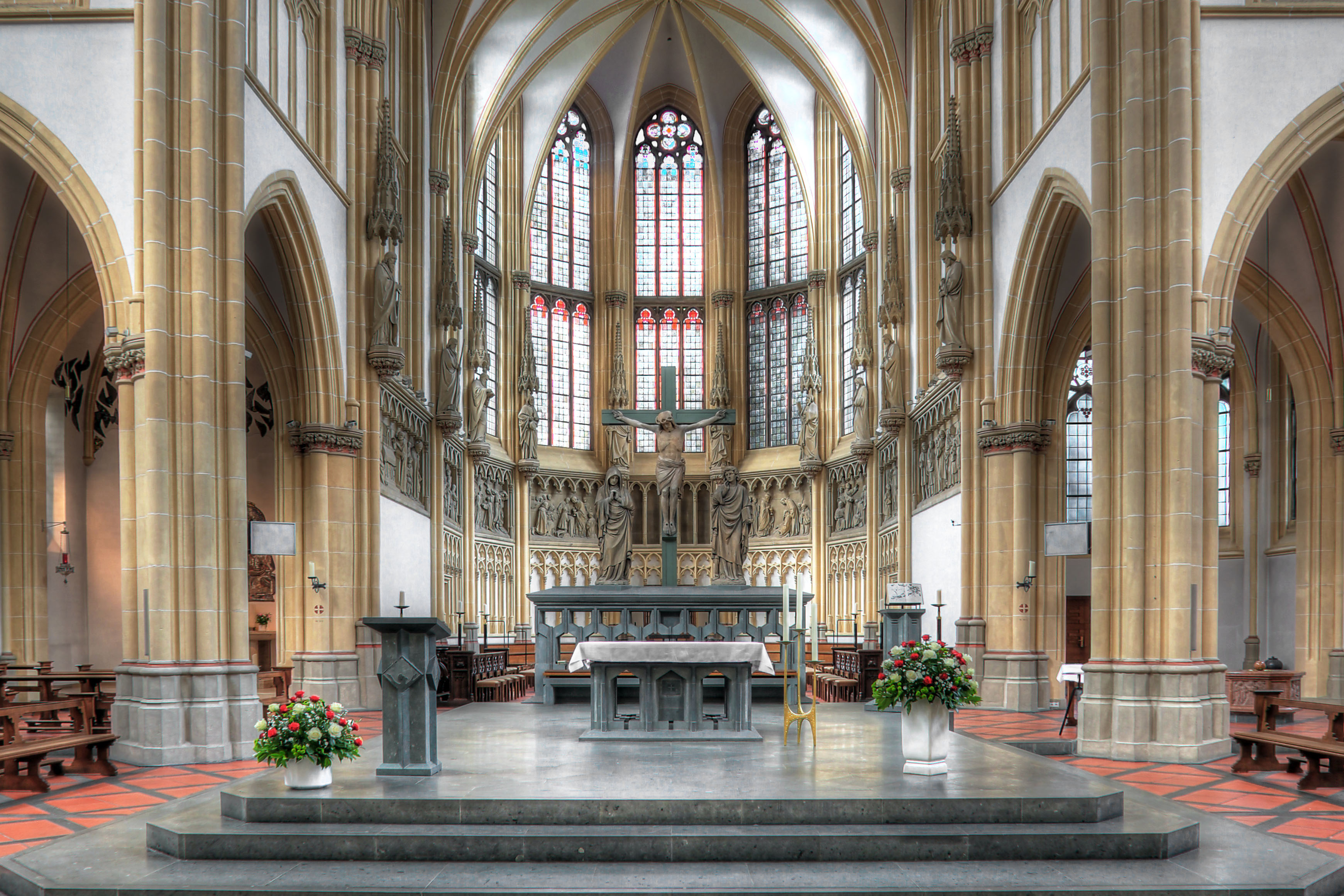
Koor

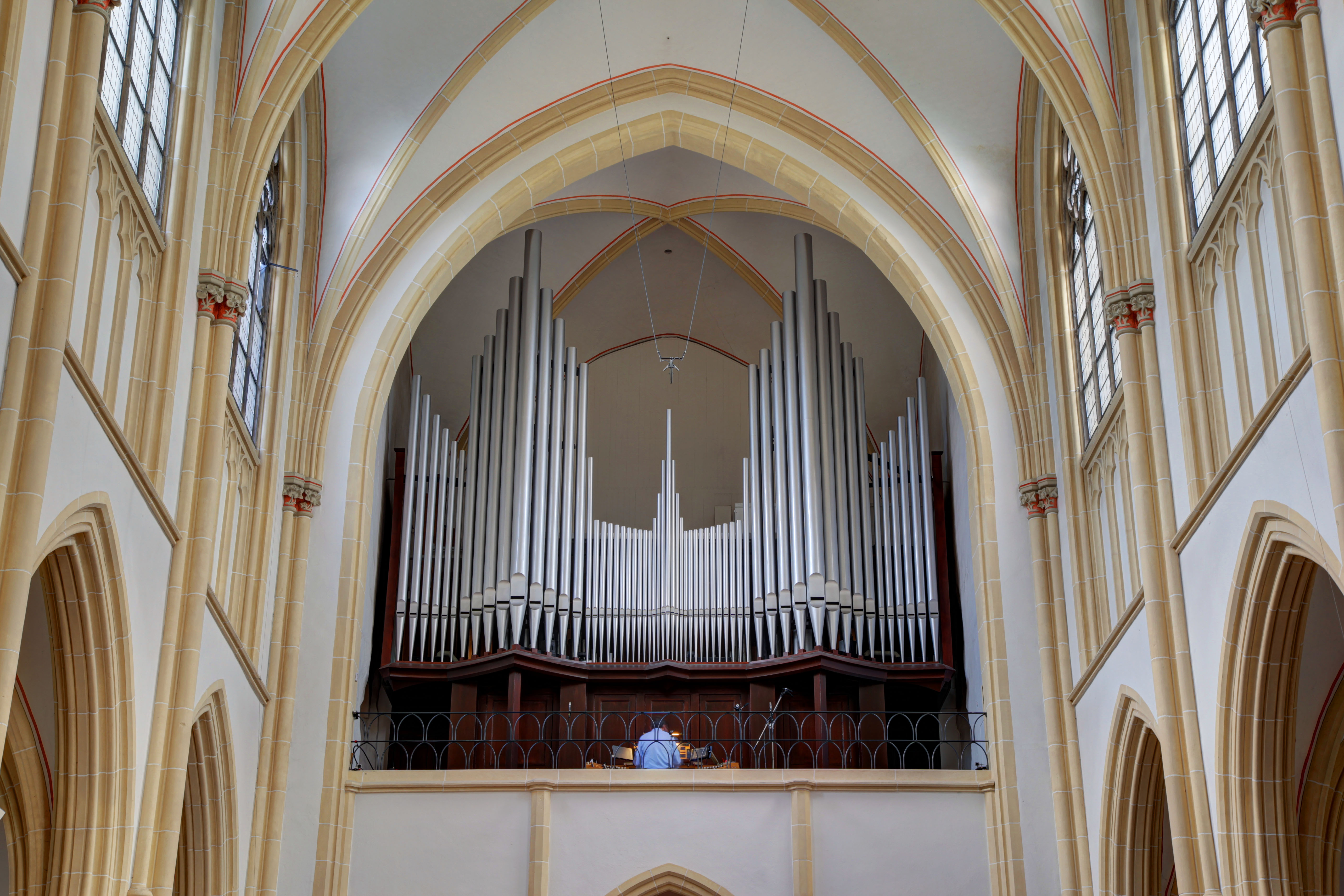
Orgel

In verband met de bevolkingsaanwas werd in 1887 het besluit genomen in dit stadsdeel een filiaalkerk van de Sint-Lambertuskerk te bouwen. In eerste instantie betrof het een geïmproviseerde noodkerk die binnen vier maanden werd gebouwd en gewijd aan de heilige Jozef. Nadat de kerk enkele jaren als rectoraatskerk diende, werd de kerk in 1897 een zelfstandige parochiekerk. Eén jaar later vatte men het plan op om de kerk naar het oosten uit te breiden. Het kerkbestuur besloot echter op 11 augustus 1898 een nieuwe kerk in neogotische stijl te bouwen. Het ontwerp voor de nieuwbouw werd geleverd door de uit Münster afkomstige architect Bernhard Hertel. De driebeukige basiliek met dwarsschip werd vervolgens in twee bouwfasen opgetrokken. Op 15 november 1905 volgde de wijding van de kerk door bisschop Hermann Dingelstadt.
In de Tweede Wereldoorlog werd de door brandbommen getroffen kerk, met inbegrip van de 75 meter hoge torens, sterk beschadigd. Eind jaren 40 begon de herbouw van de kerk. De beide torens kregen echter niet haar tot 75 meter hoog oprijzende spitsen terug. Het dak van het kerkschip en dwarsschip werd aanmerkelijk lager hersteld. De vieringtoren en twee zijtorens werden niet herbouwd en de balusters die het dak omringden werden evenmin in de oorspronkelijke vorm hersteld.
De laatste oorlogsschade werd pas in het kader van een omvangrijke buitenrenovatie rond de millenniumwisseling weggewerkt.

## Orgel
Het oorspronkelijke orgel op de westelijke galerij werd in 1911 door de orgelbouwer Friedrich Fleiter uit Münster geplaatst. Het orgel werd in de Tweede Wereldoorlog volledig vernietigd. Na de herbouw van de kerk verwierf men in 1958 een orgel dat eerder in de Johanneskerk te Ansbach stond. Het orgel dateert oorspronkelijk van 1719.

## Klokken
De kerk heeft vijf klokken. Beide wereldoorlogen legden beslag op de klokken ten behoeve van de oorlogsindustrie. Na de Tweede Wereldoorlog werden in eerste instantie provisorisch klokken gebruikt uit een verzameling klokken die nog niet waren omgesmolten. In 1958 leverde de klokkengieterij Feldmann & Marschel een nieuw, vijfstemmig klokkenspel. Op 21 december 1958 werden de klokken gewijd.